# أليكس برادلي (لاعب كرة قدم)
أليكس برادلي (بالإنجليزية: Alex Bradley)‏ هو لاعب كرة قدم بريطاني في مركز الوسط، ولد في 27 يناير 1999 في ورسستر في المملكة المتحدة. لعب مع وست بروميتش ألبيون.